# Santuario federale delle Tre Gallie
Il santuario federale delle Tre Gallie è stato un monumento eretto nell'anno 12 a.C. (o 10 a.C.) da Druso maggiore a Lugdunum (l'odierna Lione).
Sotto Augusto, la Gallia era stata suddivisa in quattro province: tre dette "imperiali" (la Gallia Lugdunense, la Gallia Aquitania e la Gallia Belgica) e una detta "senatoriale" (la Gallia Narbonense). Lugdunum era la capitale delle tre regioni della Gallia imperiale e vi risiedevano i governatori. Ogni anno, il primo di agosto, i delegati delle sessanta nazioni galliche si riunivano in assemblea a Lugdunum nel santuario federale, sulle pendici de La Croix-Rousse.

## Assemblea delle nazioni galliche
Secondo Cassio Dione, l'assemblea al santuario avrebbe avuto origine quando Druso, nel tentativo di placare il malcontento dei Galli per la sottomissione ai Romani, organizzò un raduno degli uomini più notabili della Gallia a Lugdunum, con il pretesto di una celebrazione religiosa intorno all'altare dedicato ad Augusto e a Roma. Non è chiaro in che modo Druso intendesse conquistare le simpatie dei Galli con la celebrazione del culto imperiale: probabilmente li allettò con la promessa di poter essere nominati sacerdoti delle Tre Gallie e di poter essere eletti come delegati in un consiglio in cui discutere argomenti di interesse comune a tutte le popolazioni galliche.
L'assemblea dei 60 o 64 delegati galli formava il cosiddetto "Consiglio delle Gallie" (concilium Galliarum), con un ruolo sia religioso che politico. I delegati erano scelti dal senato di ogni propria città fra gli aristocratici galli.
La funzione religiosa del Consiglio delle Gallie consisteva nel rendere un culto alle divinità imperiali, ossia a Roma e ad Augusto, rinnovando ogni anno la relazione di fedeltà alla potenza protettrice della Gallia. Queste feste religiose solenni consistevano in sacrifici, processioni, giochi, concorsi di eloquenza e di poesia che attiravano in città grandi folle. La data del primo agosto coincideva sia con l'anniversario della presa di Alessandria da parte di Ottaviano, sia con il giorno della morte di Marco Antonio, sia con la festa di Lughnasadh in onore di Lúg, il dio solare celtico che avrebbe avuto un tempio sulla vicina collina di Fourvière.
I compiti amministrativi e politici del Consiglio, che però non aveva potere legislativo, prevedevano anche un legame diretto con l'imperatore, al quale trasmettevano i desideri e le lamentele dei Galli. Le attività del Consiglio terminano alla fine del III secolo.

### Isacerdotes
Sono giunti ai nostri giorni i nomi dei primi sacerdoti del santuario federale: Gaio Giulio Vercondaridubno l'eduo, seguito dal cadurco Marco Lucterio Senciano ed il santone Gaio Giulio Rufo. Quest'ultimo, secondo la dedica su una stele di marmo ivi ritrovata, è stato il fautore della costruzione del vicino anfiteatro delle Tre Gallie, eretto nel 19 a.C. ed usato per i giochi associati alle feste di agosto. In base allo studio dei nomi dei sacerdoti e della loro titolatura, conservati grazie alle iscrizioni, è stato possibile identificare il carattere etnico del santuario: fino all'avvento dei Severi, ma forse anche più avanti, al culto ivi celebrato prendevano parte solo le popolazioni galliche, senza che ad esso si mescolassero anche i coloni di Lugdunum.

## Descrizione

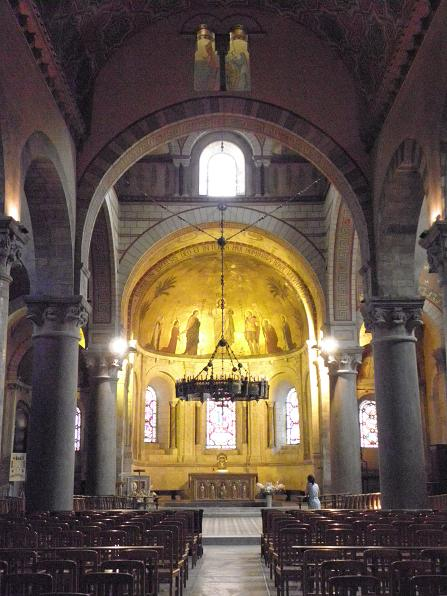
Le quattro colonne della basilica di Saint-Martin d'Ainay che provengono dal santuario federale

Ormai nulla resta del santuario, il quale era costruito sulle pendici de La Croix-Rousse. È grazie ai testi e alla sua rappresentazione sulle monete antiche che si può ricostruire com'era la sua struttura centrale, l'Altare delle Gallie, un altare monumentale che è stato dedicato al culto di Roma e di Augusto nel 12 a.C.
Strabone lo descrive così: 
(Strabone, Geografia, IV, 3, 2)

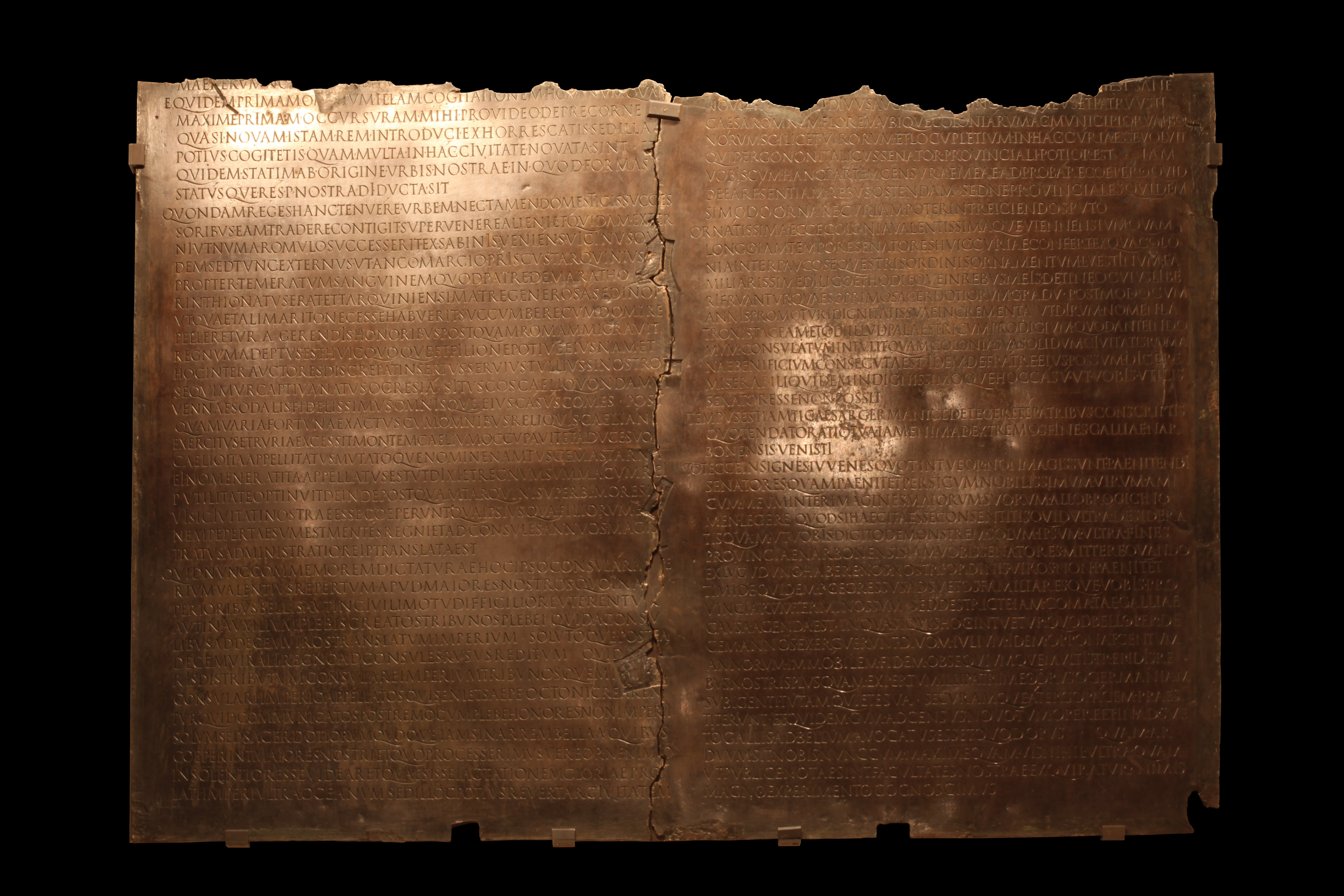
I due frammenti della Tabula Claudiana (Museo gallo-romano di Fourvière)

Il basamento di marmo misurava 50 m di lunghezza ed era affiancato da due Vittorie alate in bronzo dorato che reggevano grandi palme e corone anch'esse di bronzo dorato, posate su delle colonne di granito giallo proveniente dall'Alto Egitto che terminavano con dei capitelli, probabilmente dorici. L'imperatore Adriano aveva fatto sostituire, nello stesso periodo dell'ingrandimento dell'anfiteatro, le colonne dell'altare del Santuario federale con nuove colonne in sienite egiziana che sono andate a rimpiazzare quelle originarie in calcare del Rodano o in mattoni. 
Quelle colonne sono state probabilmente recuperate nel XI secolo e tagliate in due per essere piazzate nella basilica di Saint-Martin d'Ainay, dove si trovano tutt'oggi. Sull'altare erano iscritti i nomi dei popoli che partecipavano all'assemblea annuale, con ogni nazione della Gallia rappresentata da una statua. Alla base dell'altare vi era scolpita l'iscrizione "Romae et Augusto", abbreviata in ROMETAUG sulle monete, mentre due edicole che probabilmente contenevano riproduzioni di Roma e di Augusto sormontavano l'altare.
Nel santuario era esposta la Tabula Claudiana, un'iscrizione latina su lastra di bronzo che contiene un ampio stralcio di un discorso tenuto dall'imperatore Claudio al Senato nel 48 d.C. In questo discorso Claudio si pronunciava a favore della concessione della cittadinanza romana alla Gallia comata e concedeva ai capi delle nazioni l'eleggibilità alla magistratura e al Senato. I resti della Tabula sono oggi conservati al museo gallo-romano di Lione.
Il santuario federale era situato sulle pendici della collina de La Croix-Rousse, nei pressi dell'anfiteatro. Prima del 2006 si pensava che fosse sullo stesso piano dell'anfiteatro, affiancato ad esso, a mezza altezza del fianco meridionale della collina; un sondaggio archeologico non ha però trovato resti nel luogo sperato e si ipotizza quindi che l'intera struttura si distribuisse in altezza, con rampe monumentali che salivano lungo le pendici della collina, fino alla sua cima, dove era situato l'Altare delle Gallie.